# Gymnothorax breedeni
Espèce
Gymnothorax breedeni, communément nommé murène masquée ou murène à joues noires, est une espèce de poissons marins de la famille des Muraenidae.

## Description
La murène masquée est un poisson de taille moyenne qui peut atteindre une longueur maximale de 100 cm, cependant les spécimens rencontrés sont souvent plus petits. La teinte de fond du corps de cette murène est brun moucheté de points plus sombres. Elle est aisément identifiable par la tache noire irrégulière qui part de l’œil à la commissure de la bouche. Par ailleurs, son orifice anal ainsi que les ouïes sont noirs.

## Distribution & habitat
La murène masquée possède une large zone de répartition. Elle est présente dans les eaux tropicales du bassin Indo-Pacifique soit des côtes orientales de l'Afrique aux îles océaniques de l'Océan Pacifique comme la Polynésie mais pas Hawaï,. Elle est très commune aux Maldives.
Cette murène affectionne les zones récifales composées d'éboulis ou de débris de coraux morts dans lesquels elle trouve refuge, souvent sur les pentes externes entre 4 et 40 mètres de profondeur,.

## Biologie
La murène masquée est plutôt solitaire et très territoriale, elle est susceptible de mordre tout corps étranger qui pénètre son aire de vigilance. Elle vit aussi en association avec des crevettes nettoyeuses ainsi que des Anthias. Elle se nourrit de poissons qu'elle chasse la nuit hors de son repaire.